# Nordvik (Rusland)
Nordvik (Russisch: Нордвик), volledige naam Nordvik-Oegolny (Russisch: Нордвик-Угольный) was een volledig geïsoleerde plaats aan de rand van de Nordvikbocht op het schiereiland Oerjoeng Toemoes ten westen van Russische schiereiland Tajmyr. Bij de plaats bevindt zich de Paleozoïsche zoutkoepel Toes-Tach, waarvan in de jaren 1930 verwacht werd dat er waarschijnlijk olie en gas onder te vinden zou zijn. Op het schiereiland zijn tevens resten van een plesiosaurier (Plesiosaurus robustus) gevonden.
In 1933 zond het net opgerichte Hoofdbestuur Noordelijke Zeeroute het vrachtschip Pravda naar de Nordvikbocht met aan boord een olie-exploratie-expeditie onder leiding van Nikolaj Oervantsev. Tegen 4 september bereikte dit schip het schiereiland en zonder enige kennis over de diepte van de bocht vooraf (er werd niet gepeild vooraf) voer kapitein Belitski de bocht vanaf het oosten binnen, tussen het schiereiland Paksa en het eiland Groot-Begitsjev, waarbij ze tot tweemaal toe aan de grond raakte. Volgens Oervantsev werden bij boringen bij Nordvik een aantal kleine ondiepe oliebronnen van weinig economische betekenis aangetroffen binnen zoutstructuren. In 1936 werd daarop door de Nordvikstroj met inzet van Goelagdwangarbeiders een aantal lagpoenkty (kampen) van de Norillag ingericht, waar op grote schaal zout (en ook steenkool) werd gewonnen. Bij de plaats werd tevens een 70 kilometer lange smalspoorlijn aangelegd, de noordelijkste van de Sovjet-Unie. Vanaf de jaren 1930 vormde het een belangrijke bron van zout voor visserijplaatsen aan de noordkust van de regio. De verwachte olie werd niet aangetroffen, maar wel werd ervaring opgedaan met exploratie naar delfstoffen in continu bevroren permafrostgebieden. Deze ervaring vormde later van groot belang voor de grootschalige winning van de enorme olie- en gasvelden in West-Siberië (Jamalië en Chanto-Mansië).
Midden jaren 1940 werd het gevangenenkamp opgedoekt toen de Amerikanen arriveerden in Nordvik als helpers van de Sovjet-Unie tegen nazi-Duitsland in het kader van de Lend-Lease Act. Daarop werd het zout alleen nog gewonnen door interne bannelingen. In 1948 werd de winning van zout opgegeven en in 1956 werd de plaats daarop opgeheven.